# Rennrodel-Weltmeisterschaften 1997
Die Rennrodel-Weltmeisterschaften 1997 fanden in Igls in Österreich statt.

## Einsitzer der Frauen
| Platz | Land | Sportlerin      | Zeit |
| ----- | ---- | --------------- | ---- |
| 1     | GER  | Susi Erdmann    |      |
| 2     | GER  | Jana Bode       |      |
| 3     | AUT  | Angelika Neuner |      |

Weitere Reihenfolge
| Platz | Sportlerin              | Land |
| ----- | ----------------------- | ---- |
| 4     | Sylke Otto              | GER  |
| 5     | Andrea Tagwerker        | AUT  |
| 6     | Barbara Niedernhuber    | GER  |
| 7     | Silke Kraushaar         | GER  |
| 8     | Cammy Myler             | USA  |
| 9     | Erin Warren             | USA  |
| 10    | Natalie Obkircher       | ITA  |
| 11    | Natalia Jakuschenko     | UKR  |
| 12    | Sonja Manzenreiter      | AUT  |
| 13    | Eriko Yamada            | JPN  |
| 14    | Maryann Baribault       | USA  |
| 15    | Mária Jasenčáková       | SVK  |
| 16    | Iluta Gaile             | LVA  |
| 17    | Lilia Ludan             | UKR  |
| 18    | Jodi Hayes              | CAN  |
| 19    | Doris Preindl           | ITA  |
| 20    | Irina Kusakina          | RUS  |
| 21    | Nadja Unterholzner      | ITA  |
| 22    | Hanna-Monica Hovsengen  | NOR  |
| 23    | Angela Maria Paul       | NZL  |
| 24    | Anne Abernathy          | ISV  |
| 25    | Jelena Tretjakowa       | RUS  |
| 26    | Debora Bergeson         | CAN  |
| 27    | Jurita Šnitko           | LVA  |
| 28    | Daniela Kasbauer        | AUT  |
| 29    | Anita Zamuele           | LVA  |
| 30    | Helen Novikov           | EST  |
| 31    | Sarka Krkoskova         | CZE  |
| 32    | Karen Flynn             | USA  |
| 33    | Veronika Sabolová       | SVK  |
| 34    | Corina Drăgan-Terecoasa | ROU  |
| 35    | Yumie Kobayashi         | JPN  |
| 36    | Shino Yanagisawa        | JPN  |
| 37    | Fen Mai Shu             | TPE  |
| 38    | Lee Yi-Fang             | TPE  |
| 39    | Jana Oluljarova         | SVK  |
| DNF   | Gerda Weißensteiner     | ITA  |
| DNF   | Sandra Jäger            | LIE  |

## Einsitzer der Männer
| Platz | Sportler | Land               | 1. Lauf | 2. Lauf | Zeit     |
| ----- | -------- | ------------------ | ------- | ------- | -------- |
| 1     | GER      | Georg Hackl        | 49.041  | 49.236  | 1:38.277 |
| 2     | AUT      | Markus Prock       | 48.984  | 49.529  | 1:38.513 |
| 3     | AUT      | Gerhard Gleirscher | 49.098  | 49.493  | 1:38.591 |

Weitere Reihenfolge
| Platz | Sportler             | Land |
| ----- | -------------------- | ---- |
| 4     | Jens Müller          | GER  |
| 5     | Armin Zöggeler       | ITA  |
| 6     | Wendel Suckow        | USA  |
| 7     | Norbert Huber        | ITA  |
| 8     | Mikael Holm          | SWE  |
| 9     | Wilfried Huber       | ITA  |
| 10    | Duncan Kennedy       | USA  |
| 11    | Markus Kleinheinz    | AUT  |
| 12    | Markus Schmidt       | AUT  |
| 13    | Rainer Margreiter    | AUT  |
| 14    | Richard Walden       | SWE  |
| 15    | Reinhold Rainer      | ITA  |
| 16    | Alexander Bau        | GER  |
| 17    | Anders Söderberg     | SWE  |
| 18    | Bengt Walden         | SWE  |
| 19    | Reto Gilly           | CHE  |
| 20    | Clay Ives            | CAN  |
| 21    | Adam Heidt           | USA  |
| 22    | Tyler Seitz          | CAN  |
| 23    | Albert Demtschenko   | RUS  |
| 24    | Harald Rolfsen       | NOR  |
| 25    | Manfred Heinzelmaier | BEL  |
| 26    | Oleg Jermolin        | RUS  |
| 27    | Agris Elerts         | LVA  |
| 28    | Shigeaki Ushijima    | JPN  |
| 29    | Guntis Rēķis         | LVA  |
| 30    | Jaroslav Slávik      | SVK  |
| 31    | Ľubomír Mick         | SVK  |
| 32    | Keith Yandell        | GBR  |
| 33    | Stefan Höhener       | CHE  |
| 34    | Anton Holodiv        | RUS  |
| 35    | Atsushi Sasaki       | JPN  |
| 36    | Radim Lanca          | CZE  |
| 37    | Paul Hix             | GBR  |
| 38    | František Pekar      | CZE  |
| 39    | Walter Corey         | CAN  |
| 40    | Axel Schädler        | LIE  |
| 41    | Sandro Tanner        | CHE  |
| 42    | Martin Duchek        | CZE  |
| 43    | Walter Marx          | SVK  |
| 44    | Juris Vovčoks        | LVA  |
| 45    | Ismar Biogradlić     | BIH  |
| 46    | Andrus Paul          | EST  |
| 47    | Adam Cook            | NZL  |
| 48    | Andriy Mukhin        | UKR  |
| 49    | Marek Sade           | EST  |
| 50    | Ion Cristian Stanciu | ROU  |
| 51    | Andrew Harries       | GBR  |
| 52    | Spyros Pinas         | GRC  |
| 53    | Igor Urbanski        | UKR  |
| 54    | Collin Binge         | GBR  |
| 55    | Roger White          | AUS  |
| 56    | Sandris Bērziņš      | LVA  |
| 57    | Patrick Singleton    | BMU  |
| 58    | Lee Gi-ro            | KOR  |
| DNF   | Goro Hayashibe       | JPN  |
| DNF   | Lee Yong             | KOR  |

## Doppelsitzer der Männer
| Platz | Land | Sportler                       | Zeit |
| ----- | ---- | ------------------------------ | ---- |
| 1     | AUT  | Tobias Schiegl, Markus Schiegl |      |
| 2     | GER  | Stefan Krauße, Jan Behrendt    |      |
| 3     | GER  | Steffen Skel, Steffen Wöller   |      |

Weitere Reihenfolge
| Platz | Sportler                                   | Land |
| ----- | ------------------------------------------ | ---- |
| 4     | Chris Thorpe, Gordy Sheer                  | USA  |
| 5     | Gerhard Plankensteiner, Oswald Haselrieder | ITA  |
| 6     | Christian Niccum, Matt McClain             | USA  |
| 7     | Kurt Brugger, Wilfried Huber               | ITA  |
| 8     | Mark Grimmette, Brian Martin               | USA  |
| 9     | Piotr Orsłowski, Robert Mieszała           | POL  |
| 10    | André Florschütz, Torsten Wustlich         | GER  |
| 11    | Albert Demtschenko, Semjon Kolobajew       | RUS  |
| 12    | Oleh Avdieiev, Danylo Panchenko            | UKR  |
| 13    | Roberts Suharevs, Dairis Leksis            | LVA  |
| 14    | Anders Söderberg, Bengt Walden             | SWE  |
| 15    | Juris Vovčoks, Māris Lēģeris               | LVA  |
| 16    | Ihor Urbanskyj, Andriy Mukhin              | UKR  |
| 17    | Markus Fluckinger, Alexander Reutz         | AUT  |
| 18    | Nikolai Bogowitsch, Wassili Sutko          | RUS  |
| 19    | Wolfgang Linger, Andreas Linger            | AUT  |
| 20    | Danil Tschaban, Wiktor Kneib               | RUS  |
| 21    | Karol Rusňák, Jaroslav Slávik              | SVK  |
| 22    | Aivars Polis, Sandris Bērziņš              | LVA  |
| 23    | Freddy Tomingas, Marek Steer               | EST  |
| 24    | Mariusz Gruźlewski, Norbert Foltin         | POL  |
| DNF   | Atsushi Sasaki, Kei Takahashi              | JPN  |

## Teamwettbewerb
| Platz | Land | Sportler | Zeit |
| ----- | ---- | --- | ---- |
| 1     | AUT  | Markus Prock Gerhard Gleirscher Angelika Neuner Andrea Tagwerker Tobias Schiegl Markus Schiegl                |      |
| 2     | GER  | Georg Hackl Jens Müller Silke Kraushaar Sylke Otto Stefan Krauße Jan Behrendt                                 |      |
| 3     | ITA  | Wilfried Huber Armin Zöggeler Natalie Obkircher Gerda Weißensteiner Gerhard Plankensteiner Oswald Haselrieder |      |

Weitere Reihenfolge
| Platz | Land                            |
| ----- | ------------------------------- |
| 4     | USA                             |
| 5     | Russland                        |
| 6     | Schweden / Norwegen             |
| 7     | Lettland                        |
| 8     | Ukraine                         |
|       | Japan                           |
| 10    | Slowakei                        |
| 11    | Kanada                          |
| 12    | Neuseeland / Belgien            |
| 13    | Tschechien                      |
| 14    | Großbritannien / Jungferninseln |
| 15    | Estland                         |
| 16    | Liechtenstein / Australien      |
| 17    | Rumänien / Bermuda              |
| 18    | Taiwan / Griechenland           |

## Medaillenspiegel
| Platz | Land        | Gold | Silber | Bronze | Gesamt |
| ----- | ----------- | ---- | ------ | ------ | ------ |
| 1     | Deutschland | 2    | 3      | 1      | 7      |
| 2     | Österreich  | 2    | 1      | 2      | 5      |
| 3     | Italien     | 0    | 0      | 1      | 1      |